# Книжная премия Артура Росса
Книжная премия Артура Росса (англ. Arthur Ross Book Award) — американская литературная премия, присуждаемая за работы по политической тематике.

## История
Была учреждена в 2001 году американским бизнесменом и филантропом Артуром Россом для поощрения авторов книг, внесших выдающийся вклад в понимание внешней политики и международных отношений. Присуждается за научно-популярные работы за последние два года на английском языке или в переводе на английский и сопровождается денежным вознаграждением. Размер приза менялся из года в год; типичные величины составляют: 30 тыс. долл США — «Золотая медаль», 15 000 — «Серебряная медаль» и 7,5 тыс. — «Почетное упоминание».
Премия присуждается Советом по международным отношениям, американской некоммерческой организацией с беспартийным членством, издательством и аналитическим центром специализирующимся на внешней политике США и международных отношениях.